# Синдром кошачьего крика
Синдром кошачьего крика (англ. cri du chat syndrome, фр. maladie du cri du chat; также болезнь кошачьего крика, синдром Лежёна — по имени описавшего его в 1963 году французского учёного) — хромосомная мутация, вызываемая отсутствием фрагмента 5-й хромосомы.

## Эпидемиология
Частота проявления синдрома примерно 1 : 45 000. Соотношение полов М:Ж 1:1,3.

## Генетика
Кариотип 46 XX или XY, 5р-. Диагноз подтверждается кариологическим исследованием с применением одного из методов идентификации хромосом.
Хромосомно синдром кошачьего крика объясняется частичной моносомией; он развивается при делеции (с утратой от трети до половины, реже полная утрата) короткого плеча пятой хромосомы. Для развития клинической картины синдрома имеет значение не величина утраченного участка, а утрата конкретного короткого фрагмента хромосомы. Изредка отмечается мозаицизм по делеции или образование кольцевой хромосомы-5.

## Клиника
При этом синдроме наблюдается:
- общее отставание в развитии,
- низкая масса при рождении и мышечная гипотония,
- лунообразное лицо с широко расставленными глазами,
- характерный плач ребёнка, напоминающий кошачье мяуканье, причиной которого является изменение гортани (сужение, мягкость хрящей, уменьшение надгортанника, необычная складчатость слизистой оболочки) или недоразвитие гортани. Признак исчезает к концу первого года жизни.

Кроме того, встречаются врождённые пороки сердца, костно-мышечной системы и внутренних органов, микроцефалия, птоз, низкое расположение и деформация ушных раковин, кожные складки впереди уха, гипертелоризм (увеличенное расстояние между какими-либо парными органами или анатомическими образованиями — например, между внутренними краями глазниц, грудными сосками), эпикантус (вертикальная кожная складка около внутреннего угла глаза, обычно двусторонняя; наиболее чётко выражена при синдроме Дауна), антимонголоидный разрез глаз.
Клиническая картина синдрома и продолжительность жизни людей с этим синдромом довольно сильно варьируются по сочетанию врождённых пороков развития органов.

## Лечение
Лечение симптоматическое. Показаны средства, стимулирующие психомоторное развитие, лечебный массаж и гимнастика.